# Велики војвода Босне
Велики војвода Босне (велики војвода русага босанског лат. ), је била дворска титула у Краљевини Босни, коју је монарх додељивао највишим војним заповедницима, обично резервисана за најутицајније и најспособније међу највишим босанским племством.
Прецизније би било тумачити титулу као канцеларијско место, а не као дворски чин, иако није био наследан, служио је обема сврхама и доживотно га је задржавао племић који је стекао титулу.

## Историја
За разлику од употребе у западној или средњој Европи, као и у разним словенским земљама од централне до североисточне Европе, где је аналогија између великог војводе и великог кнеза била значајна, при чему су обе титуле одговарале владару нижем од краља, али вишем од војводе, у Босна је титула великог војводе више одговарала византијској војној титули мега докс.
Уопште, словенска реч кнез се често назива владаром, понекад аналогно краљу, па је велики кнез више личио на високог краља него на великог кнеза. У том смислу, иако је, као иу осталим јужнословенским суседним државама и међу њеним племством, у Босни постојала и титула кнез или велики кнез, номинално аналогна кнезу и великом кнезу, у ствари је била рангирана као средњи до крупни феудални властелин, са одговарајућим утицајем на босански станак, где је сакупљано целокупног босанско племство, без обзира на чин и статус.
Међутим, у суседним земљама титула војвода, на словенском војвода, имала је и војничко значење, али је у том смислу „велики војвода” била специфично, чак искључиво, босанска титула.
Сходно томе, титулу великог војводе Босне је изричито дао босански владар, било бан, краљ или краљица, свом највишем војном заповеднику./
Титула је по типу више личила на канцеларијску, а не на дворски чин, иако је носила разред у судском реду првенства, и често ју је носио један појединац, ретко два у исто време.

## Носиоци титуле
- Храна Вуковић (?-1380)
- Хрвоје Вукчић Хрватинић (1380—1416)
- Влатко Вуковић (1380—1392)
- Петар Павловић (до смрти марта 1420)
- Радислав Павловић (од 1420, први пут забележено 1427)
- Сандаљ Хранић (1392—1435)
- Стјепан Вукчић Косача (1435—1466)
- Владислав Херцеговић (први пут забележен 1469—1482)